# OZ
OZ ( также -OZ-) (яп. オズ Одзу) — японская грув-метал/Visual kei группа из Токио. Автором текстов является вокалист Нацуки, а авторами музыки — ритм-гитарист Тама, гитарист Аки, вокалист Нацуки.

## История
Группа появилась в 2004 году, после слияния участников двух распавшихся групп — Scare Crow и Gypsy. Впоследствии к ним присоединился барабанщик Дзукки.
Через 2 месяца они начали выступать в клубах Токио. В середине следующего года они уже выпустили 2 макси-сингла. В 2006 году они подписали контракт с лейблом Loop Ash.
Их хит «CRY the crime» вышел на диске в выпуске журнала SHOXX. После этого группа медленно начала набирать популярность, выпустив ещё несколько релизов и отыграв 2 сольных концерта в городах Ниигата и Токио. Их первый полный альбом «Versus» также был выпущен в Европе. В январе 2011 года состоялся первый европейский тур, группа успешно выступила на 12 площадках в 8 странах, включая Россию. Завершающий концерт этого тура прошёл в Москве 29 января, в клубе Точка.
16 июня 2013 на ласт лайве было объявлен дисбенд группы.

## Состав
- вокал: Нацуки (Natsuki), участвовал в группах: Disrepute (ディスリピュート), Scare Crow
- гитара: Аки (Aki), участвовал в группах: Disrepute, Scare Crow
- гитара: Тама (Tama), участвовал в группе: Gypsy (ジプシー)
- бас: Нао (Nao), участвовал в группе: Gypsy
- ударные: Дзукки (Zukki), участвовал в группе: Usagi (ウサギ)

## Дискография

### DVD и концерты
- 2010-03-14	A FACT OF LIFE -Third Dimension- 2009.12.28 Shibuya O-West		DVD	concert
- 2009-05-11	A FACT OF LIFE 20090218 -Territory TOKYO-		DVD	concert

### Альбомы и мини-альбомы
- 2012	CRUNK
- 2010-12-01	BEST2006-2010	CD	best album
- 2010-11-10	Rouge		CD	2nd full album
- 2010-11-10	Rouge		CD + DVD	2nd full album, limited edition
- 2009-09-23	VERSUS		CD + DVD	1st full album, Europe edition
- 2009-09-16	VERSUS		CD + DVD	1st full album
- 2007-10-10	Shock Edge 2007		CD	album
- 2007-05-30	SIX		CD + DVD	1st mini album
- 2007-04-18	CROSS GATE 2007 ~Strawberry Seeds~		CD	album

### Синглы и макси-синглы
- 2010-05-05	virdian		CD + DVD	single
- 2010-02-24	wisteria		CD + DVD	single
- 2009-12-28	White Pallet		CD	single, free distribution
- 2009-08-01	RAZE -SECOND PRESS-		CD	single
- 2009-04-01	DETOX (Limited Edition B)	CD + DVD	maxi-single
- 2009-04-01	DETOX (Limited Edition A)	CD	maxi-single
- 2009-03-04	VENOM (Limited Edition B)	CD	maxi-single
- 2009-03-04	VENOM (Limited Edition A)	CD	maxi-single
- 2008-12-28	RAZE		CD	single
- 2008-09-03	Spiral		CD	single
- 2008-07-30	Bulk		CD	single
- 2008-05-07	ATHENA & S.I.N (normal edition)	CD	single
- 2008-04-02	S.I.N		CD	single
- 2008-03-05	ATHENA		CD	single
- 2007-10-31	elf		CD + DVD	maxi-single
- 2006-12-27	Adam's apple		CD	maxi-single
- 2006-11-22	Eve's apple		CD	maxi-single
- 2006-11-00	CRY the crime		CD	single
- 2006-03-05	Scene in the misereal		CD	maxi-single
- 2005-09-29	and to the End		CD	maxi-single
- 2005-07-24	Decay...		CD	maxi-single